# Al Milgrom

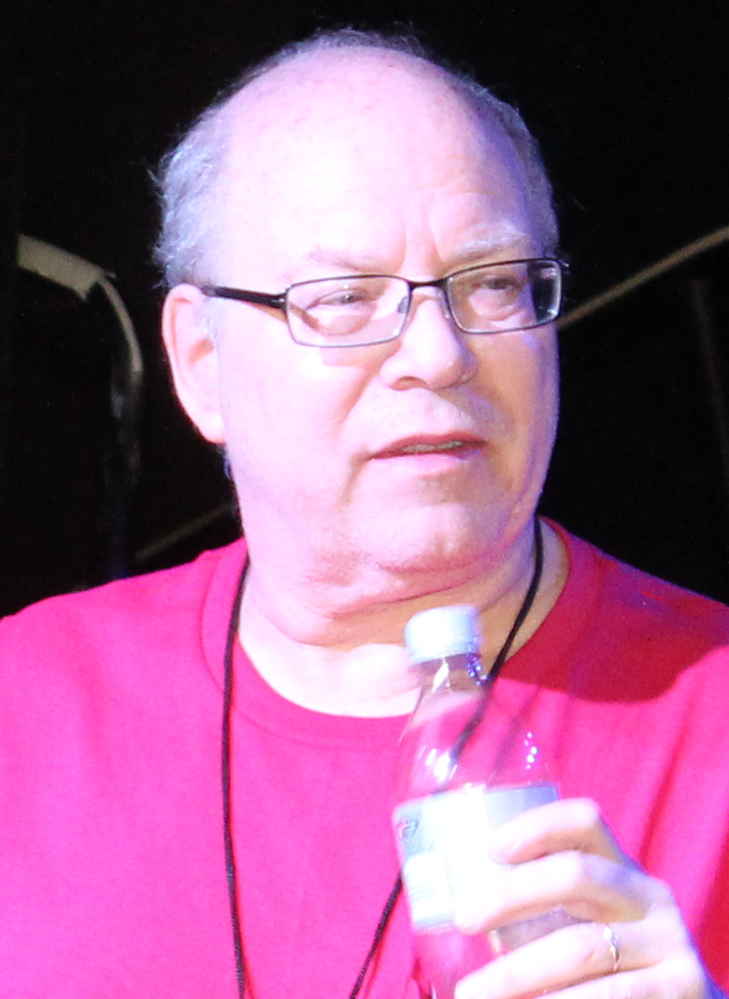
Al Milgrom (2014)

Allen „Al“ Milgrom (* 6. März 1950 in Detroit) ist ein US-amerikanischer Comicautor und -zeichner.

## Leben und Arbeit
Milgrom begann Mitte der 1970er Jahre als hauptberuflicher Comiczeichner zu arbeiten. Erste größere Aufmerksamkeit wurde ihm 1974 zuteil, als er mit dem Shazam Award in der Sparte „herausragendes neues Talent“ (Outstanding New Talent) ausgezeichnet wurde. Seinen künstlerischen Durchbruch schaffte er spätestens 1978 mit der bei DC-Comics erscheinenden Science-Fiction-Serie Firestorm, deren Hauptfigur, den studentischen Superhelden Firestorm, er gemeinsam mit dem Autor Gerry Conway entwickelt hatte.
In den 1980er Jahren gestaltete Milgrom as Zeichner vor allem Hefte für Superheldenserien im Programm des Verlags Marvel Comics. So zeichnete er für die Serien The Avengers (1983–1985), Kitty Pryde and Wolverine (1984–1985) und Secret Wars II (1985–1986). Darüber hinaus erweiterte er in der Mitte der 1980er Jahre sein Tätigkeitsspektrum und begann sich auch als Autor zu betätigen. Sein Autorendebüt gab er 1984 als Autor der Serie Peter Parker, the Spectacular Spider-Man, die er in der Folge ein Jahr lang betreute. In späteren Jahren übernahm Milgrom Autorenjobs für die Serien Incredible Hulk (1986–1987), Mephisto (1987) und Amazing Spider-man (1991). 
Über seine Tätigkeit als Autor und Zeichner hinausgehend betätigte Milgrom sich auch als Verlagsredakteur und Tuschezeichner. Als Redakteur leitete er in den 1980ern zusammen mit Archie Goodwin Epic Comics, ein verlagsinternes Imprint von Marvel Comics. Außerdem beaufsichtigte er in dieser Funktion die Serie Marvel Fanfare in den ersten zehn Jahren ihrer Laufzeit (1982–1992).
Als Tuschezeichner wirkte er an der Gestaltung von Heften so bekannter Serien wie Cable, Captain America, Captain Marvel, Generation X, Micronauts, Uncanny X-Men, Warlock und X-Factor mit.
| Personendaten    | Personendaten                              |
| ---------------- | ------------------------------------------ |
| NAME             | Milgrom, Al                                |
| ALTERNATIVNAMEN  | Milgrom, Allen (vollständiger Name)        |
| KURZBESCHREIBUNG | US-amerikanischer Comiczeichner und -autor |
| GEBURTSDATUM     | 6. März 1950                               |
| GEBURTSORT       | Detroit, Michigan, USA                     |